# 特別301報告

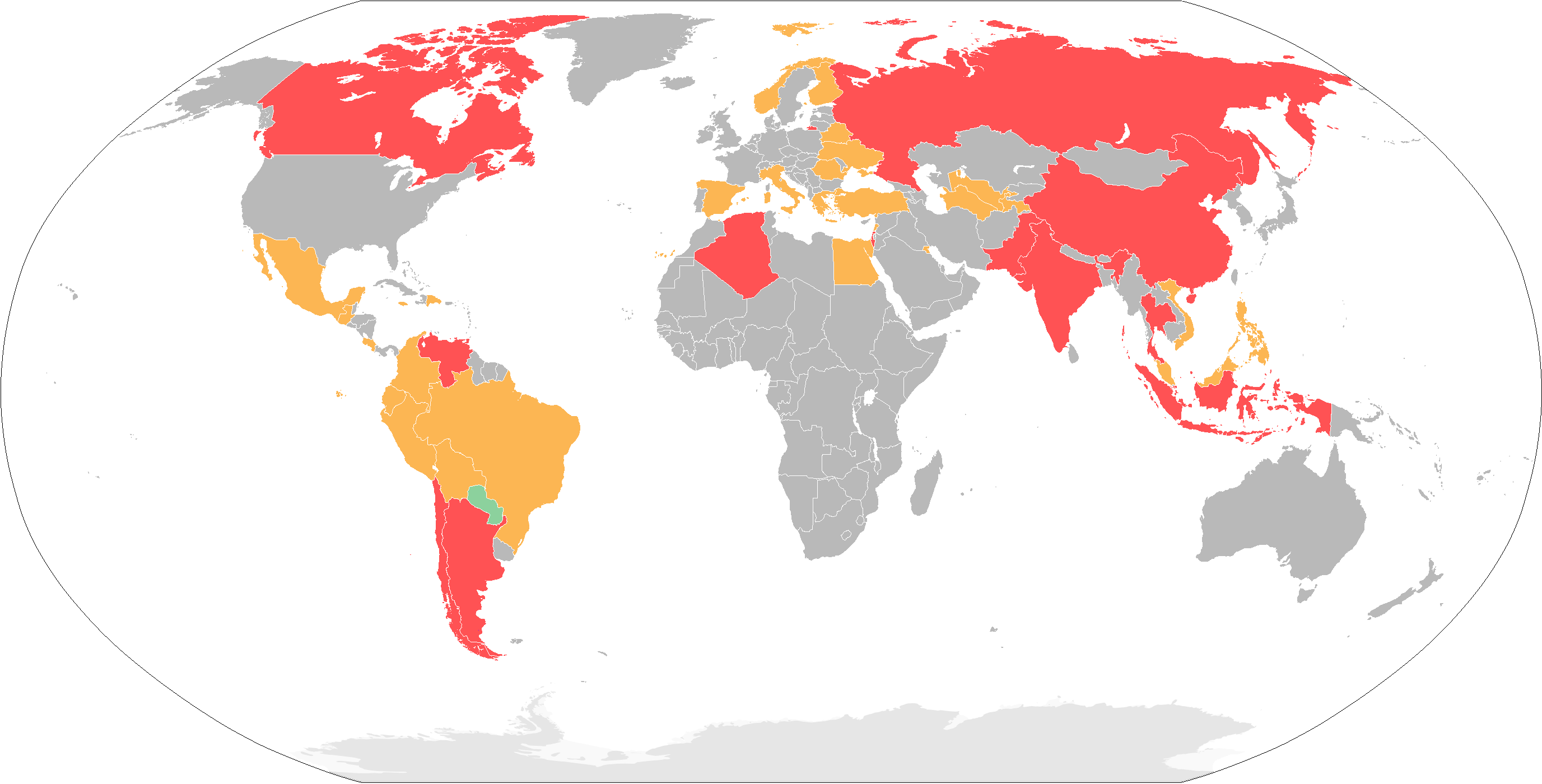
2011年的301報告觀察國

《特别301报告》（英語：Special 301 Report）是美国贸易代表办公室公布的年度报告，內容关于世界各国的智慧財產權保护，主要针对的是盗版软件、盗版光盘等问题。有意見認為，凌駕世界貿易組織（WTO）協議，301條款為以貿易制裁為手段，干涉以對美出口為主要對象國家的法律制度或政府行為。

## 历史
美国贸易代表办公室根据《1974年美國貿易法》第182條（即目前19 （页面存档备份，存于） U.S.C. §2242 （页面存档备份，存于））之规定，在301条款規範下，進行有關知识产权的貿易救濟程序（这就是《特别301报告》名字的由来），从1980年代开始对各个国家是否对于知识产权提供充分有效的保护，以及是否对依赖知识产权保护的工业部门或商人提供公平平等的市场進入机会进行审查。每年年末，美国贸易代表办公室都会根据年度审议结果发行一份关于各国保护知识产权的状况的年报，以让美国政府参照决定是否对不注重知识产权保护的国家进行贸易报复。
「特別301條款」國家又分為優先指定國家（英語：Priority Foreign Country）、優先觀察名單（英語：Priority Watch List）與一般觀察名單（英語：Watch List），其中美國會在公告後六個月內對優先指定國家展開調查並進行协商，若不能達成協議再決定貿易報復措施；「優先觀察名單」與「一般觀察名單」國家則不會面臨立即報復措施或要求协商，除非美國察覺有更嚴重的違反知识产权保護行為。另若美國認為當年度某一國家有审查需要，則會再將該國增列為「不定期审查」（英語：out-of-cycle review）對象。因此，除了「優先指定國家」名單外，基本上被列入「特別 301條款」國家，對美貿易不致於產生即时性的衝擊。
美國「306條款監督」制度是廣義的「301條款」的一個組成部分。1997年，美國貿易代表辦公室（USTR）在「特別301條款」年度審查報告中創設。該制度建立在《1974年美國貿易法》第306條的基礎上，授權美國政府在監督貿易夥伴國家執行知识产权協議時，若發現其沒有令人滿意地執行協議中的條款，則可將其列入「306條款監督國家」。相比較於「301條款」，被列為「306條款監督國家」則可視為美國將對其實施貿易報復的「最後通牒」。根據美國貿易法規定，只要美國判定未遵守雙邊知识产权保護協議，即可被列為「306條款監督國家」，一旦被列為該等級，美國即可不經過調查和談判自行發動包括貿易制裁在內的貿易報復措施。因此，列入「306條款監督國家」名單的嚴厲性和威脅性甚至超過了「優先指定國家」名單。

## 優先觀察名單
2001年至2004年，台灣因智慧財產權問題而被列入301條款的優先觀察名單；2009年台灣獲除名。1989年4月，滾石唱片發行台灣歌手陳昇唱片專輯《放肆的情人》，收錄陳昇作詞作曲的歌〈嗚哩哇啦〉諷刺301條款：「亞美利肯最愛提301，台灣人用錢證明自己的存在。」

## 外部連結
- （英文） 2012年《特别301报告》[永久]
- （英文） 2013年《特别301报告》 （页面存档备份，存于）
- （英文） 2016年《特别301报告》 （页面存档备份，存于）
- （英文） 2017年《特别301报告》 （页面存档备份，存于）